# Rotopănești, Suceava
Rotopănești este un sat în comuna Horodniceni din județul Suceava, Moldova, România.

## Obiective turistice
- Biserica Sfânta Treime din Rotopănești - monument istoric ctitorit în anul 1856 de postelnicul Nicolae Istrati
- Casa Nicolae Istrati - monument istoric
- Statuia "Moldova plânge" - monument istoric aflat în curtea bisericii

 Acest articol despre o localitate din județul Suceava este deocamdată un ciot. Puteți ajuta Wikipedia prin completarea lui.